# KRAZ Cougar
«КрАЗ Кугуар» або «КрАЗ Куга» (англ. KrAZ Cougar) — бронеавтомобіль виробництва Кременчуцького автомобільного заводу за ліцензією канадсько-еміратської компанії Streit Group.
Бронеавтомобіль призначений для ведення бою в місті.
Перший демонстраційний зразок бронемашини Streit Group Cougar був представлений на збройовій виставці «IAV 2013» в лютому 2013 року.

## Конструкція
«КрАЗ Кугуар» створено на базі шасі Toyota Land Cruiser 79.
Бронемашина має звичайне компонування з переднім розташуванням двигуна, відділенням управління в середній частині машини, в кормовій частині машини розташоване десантне відділення. Екіпаж машини складається з двох осіб, передбачена можливість перевезення декількох піхотинців.
Корпус бронемашини зварний, виготовлений зі сталевих броньованих листів, розташованих під кутом. Бронювання за стандартом CEN Level BR6 забезпечує круговий захист від куль патронів 7,62×51 мм НАТО з відстані 10 метрів.
На даху бойового відділення може бути встановлені різні бойові модулі, в які може бути встановлено:
- 7,62-мм кулемет;
- 12,7-мм кулемет;
- 40-мм автоматичний гранатомет.[2]

У верхній частині бортів десантного відділення розташовані амбразури для ведення вогню зі стрілецької зброї (по три з кожного боку). У кормі корпусу розташовані двері для посадки та висадки десанту, в стулці якій є амбразура для ведення стрільби.

### Силова установка і ходова частина
Бронеавтомобіль може оснащуватися наступними шестициліндровими рядними двигунами:
- Toyota 1FZ-FE 4,5і (бензиновий) потужністю 218 к.с.
- Toyota 1GR-FE 4,0і (бензиновий) потужністю 228 к.с.
- Toyota 4,0 TD (дизельний) потужністю 240 к.с.

Шини 305/70R16 оснащені кулестійкими вставками «Hutchinson runflat system».

### Додаткове обладнання
На бронемашину може бути встановлено додаткове обладнання, в тому числі:
- радіостанція.
- система відеоспостереження.
- лебідка — призначена для самовитягування застряглої бронемашини, а також для витягування інших застряглих машин аналогічної чи меншої маси.
- запасне колесо — в кріпленнях на дверях десантного відділення в кормі корпусу.

## Вартість
Вартість базової версії бронеавтомобіля $215 000.

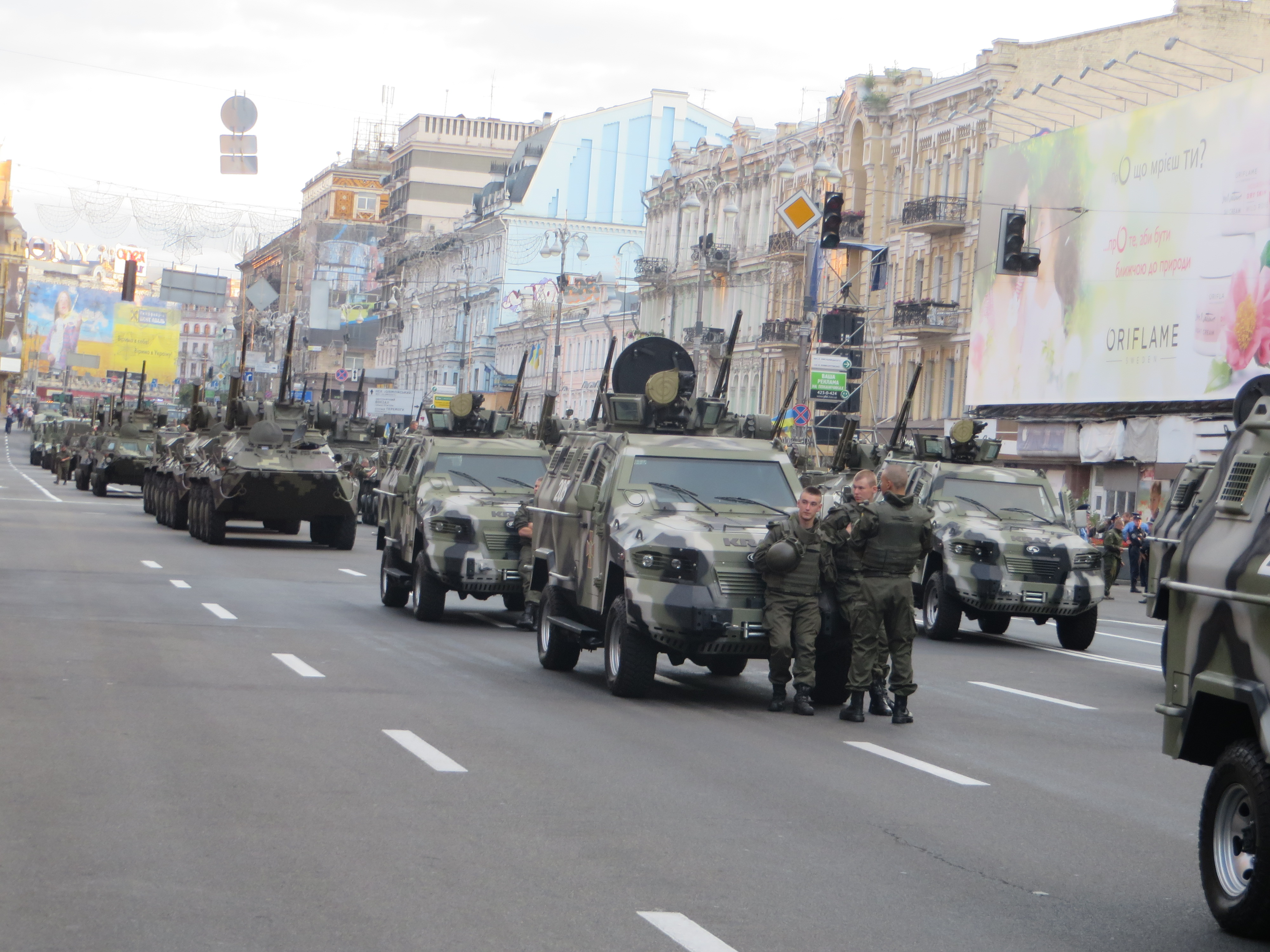
KRAZ Cougar, 22 серпня 2014 року, Київ, Україна.

## Використання
Україна — 22 липня 2014 року один демонстраційний зразок бронемашини KRAZ Cougar був показаний у Кременчуці, виробництво цих бронемашин було вирішено почати на Кременчуцькому автозаводі для Національної гвардії України.
- Національна гвардія України — 2 серпня 2014 року Міністр внутрішніх справ України А. Б. Аваков повідомив, що для Національної гвардії України замовлені 20 бронемашин KRAZ Cougar. 7 серпня 2014 року перша бронемашина була передана Національній гвардії. 24 серпня 2014 року на параді в Києві були показані 9 машин KRAZ Cougar Національної гвардії України.
- Збройні сили України — 22 жовтня 2014 дві бронемашини прибули в Полтаву, вони призначені для батальйону територіальної оборони «Полтава» Полтавської області.
- Державна прикордонна служба України — 9 жовтня 2014 з ОАЕ були отримані перші 15 машин, 28 листопада 2014 голова державної прикордонної служби України генерал-лейт. В. О. Назаренко повідомив, що ДПСУ отримала 47 бронемашин «Кугуар». В кінці листопада 2014 було зафіксовано використання бронемашин прикордонною охороною України.

ОБСЄ — 3 листопада 2014 року стало відомо, що місія ОБСЄ стала використовувати 10 українських бронеавтомобілів KRAZ Cougar пофарбованих в білий колір.

## Бойове застосування
- Війна на сході України (2014) — КрАЗ Куга використовується українською армією. 3 грудня 2014 в Луганській області одна бронемашина підірвалась на вибуховому пристрої (надалі була відновлена та передана прикордонникам). 7 грудня 2014 року один з броньованих KRAZ Cougar прикордонників попав в засідку і був обстріляний, але самостійно виїхав з поля бою, автомобіль отримав 76 попадань.[4]
- З початком повномасштабного вторгнення російських окупантів KRAZ Cougar активно застосовуються на всіх ділянках бойових дій.

## Цікаві факти
З незрозумілих причин журнали[які?] називають KRAZ Cobra Кугою, хоча Кобра — це зовсім інший автомобіль збудований на основі Toyota Land Cruiser 200, також виготовляється на КрАЗі й також використовується у вказаній війні.[джерело?]